# Jennifer Rostock/Diskografie
Diese Diskografie ist eine Übersicht über die musikalischen Werke der deutschen Rockband Jennifer Rostock. Ihre erfolgreichste Veröffentlichung ist der Nummer-eins-Erfolg von Do They Know It’s Christmas? (Deutsche Version) zusammen mit Band Aid 30 Germany.

## Alben

### Studioalben
| Jahr | Titel Musiklabel                            | Höchstplatzierung, Gesamtwochen, AuszeichnungChartplatzierungen (Jahr, Titel, Musiklabel, Platzierungen, Wochen, Auszeichnungen, Anmerkungen) | Höchstplatzierung, Gesamtwochen, AuszeichnungChartplatzierungen (Jahr, Titel, Musiklabel, Platzierungen, Wochen, Auszeichnungen, Anmerkungen) | Höchstplatzierung, Gesamtwochen, AuszeichnungChartplatzierungen (Jahr, Titel, Musiklabel, Platzierungen, Wochen, Auszeichnungen, Anmerkungen) | Anmerkungen                              |
| Jahr | Titel Musiklabel                            | DE | AT | CH | Anmerkungen                              |
| ---- | ------------------------------------------- | --- | --- | --- | ---------------------------------------- |
| 2008 | Ins offene Messer Warner Music (WMG)        | DE31 (3 Wo.)DE | — | — | Erstveröffentlichung: 15. Februar 2008   |
| 2009 | Der Film Warner Music (WMG)                 | DE13 (6 Wo.)DE | AT18 (5 Wo.)AT | CH63 (1 Wo.)CH | Erstveröffentlichung: 10. Juli 2009      |
| 2011 | Mit Haut und Haar Warner Music (WMG)        | DE4 (11 Wo.)DE | AT7 (6 Wo.)AT | CH58 (1 Wo.)CH | Erstveröffentlichung: 29. Juli 2011      |
| 2014 | Schlaflos Warner Music (WMG)                | DE2 (6 Wo.)DE | AT5 (3 Wo.)AT | CH40 (1 Wo.)CH | Erstveröffentlichung: 17. Januar 2014    |
| 2016 | Genau in diesem Ton Four Music (Sony)       | DE2 (7 Wo.)DE | AT4 (5 Wo.)AT | CH31 (1 Wo.)CH | Erstveröffentlichung: 9. September 2016  |
| 2017 | Worst of Jennifer Rostock Four Music (Sony) | DE6 (5 Wo.)DE | AT11 (2 Wo.)AT | CH69 (1 Wo.)CH | Erstveröffentlichung: 29. September 2017 |

### Livealben
| Jahr | Titel Musiklabel                                       | Höchstplatzierung, Gesamtwochen, AuszeichnungChartplatzierungen (Jahr, Titel, Musiklabel, Platzierungen, Wochen, Auszeichnungen, Anmerkungen) | Höchstplatzierung, Gesamtwochen, AuszeichnungChartplatzierungen (Jahr, Titel, Musiklabel, Platzierungen, Wochen, Auszeichnungen, Anmerkungen) | Höchstplatzierung, Gesamtwochen, AuszeichnungChartplatzierungen (Jahr, Titel, Musiklabel, Platzierungen, Wochen, Auszeichnungen, Anmerkungen) | Anmerkungen                              |
| Jahr | Titel Musiklabel                                       | DE | AT | CH | Anmerkungen                              |
| ---- | ------------------------------------------------------ | --- | --- | --- | ---------------------------------------- |
| 2012 | Live in Berlin Warner Music (WMG)                      | DE3 (5 Wo.)DE | AT13 (3 Wo.)AT | — | Erstveröffentlichung: 10. August 2012    |
| 2018 | Jennifer Rostock bleibt. (Live 2018) Four Music (Sony) | DE2 (2 Wo.)DE | AT11 (1 Wo.)AT | — | Erstveröffentlichung: 21. September 2018 |

### EPs
| Jahr | Titel Musiklabel                                    | Anmerkungen                            |
| ---- | --------------------------------------------------- | -------------------------------------- |
| 2008 | iTunes Live: Berlin Warner Music (WMG)              | Erstveröffentlichung: 20. Mai 2008     |
| 2011 | Live bei den Telekom Street Gigs Warner Music (WMG) | Erstveröffentlichung: 29. Juli 2011    |
| 2014 | Im Remix Warner Music (WMG)                         | Erstveröffentlichung: 1. August 2014   |
| 2014 | Kaleidoskop Guesstimate Recordings (GR)             | Erstveröffentlichung: 5. Dezember 2014 |

## Singles

### Als Leadmusiker
| Jahr | Titel Album                                                    | Höchstplatzierung, Gesamtwochen, AuszeichnungChartplatzierungen (Jahr, Titel, Album, Platzierungen, Wochen, Auszeichnungen, Anmerkungen) | Höchstplatzierung, Gesamtwochen, AuszeichnungChartplatzierungen (Jahr, Titel, Album, Platzierungen, Wochen, Auszeichnungen, Anmerkungen) | Höchstplatzierung, Gesamtwochen, AuszeichnungChartplatzierungen (Jahr, Titel, Album, Platzierungen, Wochen, Auszeichnungen, Anmerkungen) | Anmerkungen                                                                            |
| Jahr | Titel Album                                                    | DE | AT | CH | Anmerkungen                                                                            |
| ---- | -------------------------------------------------------------- | --- | --- | --- | -------------------------------------------------------------------------------------- |
| 2007 | Ich will hier raus Ins offene Messer                           | — | — | — | Erstveröffentlichung: 9. September 2007                                                |
| 2008 | Kopf oder Zahl Ins offene Messer                               | DE48 (5 Wo.)DE | AT69 (2 Wo.)AT | — | Erstveröffentlichung: 1. Februar 2008                                                  |
| 2008 | Feuer Ins offene Messer                                        | — | AT24 (17 Wo.)AT | — | Erstveröffentlichung: 13. Juni 2008                                                    |
| 2008 | Himalaya Ins offene Messer                                     | DE85 (2 Wo.)DE | — | — | Erstveröffentlichung: 21. November 2008                                                |
| 2009 | Du willst mir an die Wäsche Der Film / Live in Berlin          | DE34 (7 Wo.)DE | AT44 (3 Wo.)AT | — | Erstveröffentlichung: 26. Juni 2009 Neuauflage: 20. Juli 2012 (Liveversion feat. Sido) |
| 2009 | Es tut wieder weh New Moon – Bis(s) zur Mittagsstunde (O.S.T.) | DE48 (8 Wo.)DE | AT64 (2 Wo.)AT | — | Erstveröffentlichung: 18. Dezember 2009                                                |
| 2010 | Irgendwo anders Der Film                                       | — | — | — | Erstveröffentlichung: 11. Juni 2010                                                    |
| 2011 | Ich kann nicht mehr Mit Haut und Haar                          | DE60 (2 Wo.)DE | — | — | Erstveröffentlichung: 8. Juli 2011                                                     |
| 2011 | Mein Mikrofon Mit Haut und Haar                                | DE49 (3 Wo.)DE | — | — | Erstveröffentlichung: 15. Juli 2011                                                    |
| 2011 | Lügen haben schöne Beine Mit Haut und Haar                     | — | — | — | Erstveröffentlichung: 22. Juli 2011                                                    |
| 2013 | Ein Schmerz und eine Kehle Schlaflos                           | — | — | — | Erstveröffentlichung: 16. September 2013                                               |
| 2013 | Phantombild Schlaflos                                          | — | — | — | Erstveröffentlichung: 6. Dezember 2013                                                 |
| 2014 | Kaleidoskop Kaleidoskop EP                                     | DE66 (1 Wo.)DE | — | — | Erstveröffentlichung: 5. Dezember 2014                                                 |
| 2017 | Alles cool Worst of Jennifer Rostock                           | — | — | — | Erstveröffentlichung: 1. September 2017                                                |
| 2017 | Haarspray Worst of Jennifer Rostock                            | — | — | — | Erstveröffentlichung: 22. September 2017                                               |
| 2017 | Die guten alten Zeiten Worst of Jennifer Rostock               | — | — | — | Erstveröffentlichung: 15. November 2017                                                |

### Als Gastmusiker
| Jahr | Titel Album                                       | Höchstplatzierung, Gesamtwochen, AuszeichnungChartplatzierungen (Jahr, Titel, Album, Platzierungen, Wochen, Auszeichnungen, Anmerkungen) | Höchstplatzierung, Gesamtwochen, AuszeichnungChartplatzierungen (Jahr, Titel, Album, Platzierungen, Wochen, Auszeichnungen, Anmerkungen) | Höchstplatzierung, Gesamtwochen, AuszeichnungChartplatzierungen (Jahr, Titel, Album, Platzierungen, Wochen, Auszeichnungen, Anmerkungen) | Anmerkungen                                                     |
| Jahr | Titel Album                                       | DE | AT | CH | Anmerkungen                                                     |
| ---- | ------------------------------------------------- | --- | --- | --- | --------------------------------------------------------------- |
| 2014 | Do They Know It’s Christmas? (Deutsche Version) – | DE1 (5 Wo.)DE | AT10 (3 Wo.)AT | CH21 (2 Wo.)CH | Erstveröffentlichung: 21. November 2014 mit Band Aid 30 Germany |

## Videoalben und Musikvideos

### Videoalben
| Jahr | Titel Musiklabel                  | Anmerkungen                                                                            |
| ---- | --------------------------------- | -------------------------------------------------------------------------------------- |
| 2012 | Live in Berlin Warner Music (WMG) | Erstveröffentlichung: 10. August 2012 Verkäufe werden in DE dem Livealbum hinzuaddiert |

### Musikvideos
| Jahr | Titel                        | Regisseur(e)                 |
| ---- | ---------------------------- | ---------------------------- |
| 2008 | Kopf oder Zahl               | Katja Malinowski             |
| 2008 | Feuer                        | Katja Malinowski             |
| 2008 | Himalaya                     | Daniel Kosch, Jan Kosch      |
| 2009 | Du willst mir an die Wäsche  | Uwe Flade                    |
| 2009 | Es tut wieder weh            | Hagen Decker                 |
| 2010 | Irgendwo anders              | Uwe Flade                    |
| 2011 | Mein Mikrofon                | Kaya Behkalam, Daniel Franke |
| 2011 | Ich kann nicht mehr          |                              |
| 2013 | Ein Schmerz und eine Kehle   | Marcus Sternberg             |
| 2013 | Phantombild                  | Joffrey Jans, Kai Kurve      |
| 2014 | K.B.A.G.                     |                              |
| 2014 | Du nimmst mir die Angst      |                              |
| 2014 | Schlaflos                    | Joffrey Jans, Kai Kurve      |
| 2014 | Tauben aus Porzellan         | Moritz Mebesius              |
| 2014 | Kaleidoskop                  | Chris Noltekuhlmann          |
| 2014 | Do They Know It’s Christmas? |                              |
| 2014 | Schlag Alarm                 |                              |
| 2016 | Irgendwas ist immer          | Justin Izumi                 |
| 2016 | Uns gehört die Nacht         | Justin Izumi                 |
| 2016 | Wähl die AfD                 |                              |
| 2016 | Wir waren hier               | Frank Hoffmann               |
| 2016 | Hengstin                     | Justin Izumi                 |
| 2017 | Deiche                       | Justin Izumi                 |
| 2017 | Alles Cool                   | Justin Izumi                 |
| 2017 | Haarspray                    | Viktor Schanz                |
| 2017 | Die guten alten Zeiten       | Michael Winkler              |

## Sonderveröffentlichungen

### Alben
| Jahr | Titel Musiklabel                    | Anmerkungen                |
| ---- | ----------------------------------- | -------------------------- |
| 2007 | Jennifer Rostock Warner Music (WMG) | Erstveröffentlichung: 2007 |

| Jahr | Titel Musiklabel                                | Anmerkungen                                                   |
| ---- | ----------------------------------------------- | ------------------------------------------------------------- |
| 2012 | Ins offene Messer / Der Film Warner Music (WMG) | Erstveröffentlichung: 31. August 2012 Teil der „2-in-1“-Reihe |

| Jahr | Titel Musiklabel                                          | Anmerkungen                                                                                   |
| ---- | --------------------------------------------------------- | --------------------------------------------------------------------------------------------- |
| 2008 | Ins offene Messer – Jetzt noch besser! Warner Music (WMG) | Erstveröffentlichung: 28. Januar 2008 CD+DVD, Verkäufe werden dem Studioalbum hinzuaddiert    |
| 2011 | Mit Haut und Haar (Limited Edition) Warner Music (WMG)    | Erstveröffentlichung: 29. Juli 2011 CD+DVD, Verkäufe werden dem Studioalbum hinzuaddiert      |
| 2014 | Schlaflos (Deluxe Version) Warner Music (WMG)             | Erstveröffentlichung: 17. Januar 2014 CD+DVD, Verkäufe werden dem Studioalbum hinzuaddiert    |
| 2018 | Jennifer Rostock bleibt. (Live 2018) Four Music (Sony)    | Erstveröffentlichung: 21. September 2018 CD+DVD, Verkäufe werden dem Studioalbum hinzuaddiert |

### Lieder
| Jahr | Titel Album                                                    | Anmerkungen                            |
| ---- | -------------------------------------------------------------- | -------------------------------------- |
| 2009 | Es tut wieder weh New Moon – Bis(s) zur Mittagsstunde (O.S.T.) | Erstveröffentlichung: 16. Oktober 2009 |

## Promoveröffentlichungen
| Jahr | Titel Album                          | Anmerkungen                                        |
| ---- | ------------------------------------ | -------------------------------------------------- |
| 2008 | Ich will hier raus Ins offene Messer | Erstveröffentlichung: 18. Januar 2008 Vinyl-Single |

## Statistik
Chartauswertung
|                     | DE    | AT    | CH    |
| ------------------- | ----- | ----- | ----- |
| Nummer-eins-Alben   | DE—DE | AT—AT | CH—CH |
| Top-10-Alben        | DE6DE | AT3AT | CH—CH |
| Alben in den Charts | DE8DE | AT7AT | CH5CH |

|                       | DE    | AT    | CH    |
| --------------------- | ----- | ----- | ----- |
| Nummer-eins-Singles   | DE1DE | AT—AT | CH—CH |
| Top-10-Singles        | DE1DE | AT1AT | CH—CH |
| Singles in den Charts | DE8DE | AT5AT | CH1CH |